# Adalbert Weh
Adalbert Weh (* 1940 in Tiengen; † 25. Juni 2002 in Titisee-Neustadt) war ein Theologe, Lehrer, Übersetzer und Oberstudienrat.

## Leben
Adalbert Weh verbrachte seine Jugend in Pforzheim und bestand 1959 sein Abitur am Reuchlin-Gymnasium. Er studierte Latein und katholische Theologie in München und an der Albert-Ludwigs-Universität Freiburg. Nach seiner Referendariatszeit wurde er von 1969 bis 1995 am Kreisgymnasium Hochschwarzwald in Titisee-Neustadt in den Fächern Katholische Religion und Latein tätig. Seit 1990 beschäftigte er sich als Übersetzer neulateinischer Texte, so z. B. mit der für die Geschichte des Schwarzwaldes bedeutenden Schrift von Fürstabt Martin Gerbert von St. Blasien (1764–1793), Historia Nigrae Silvae, die bis dahin nur in der originalen lateinischen Ausgabe, nur selten und antiquarisch gehandelt wurde. Auch weitere andere Schriften bearbeitete er, seit 1995 Johannes Reuchlin, Briefwechsel und andere Texte als Erstübersetzungen.

## Werke (Übersetzungen)
- 1993 bis 1996: Historia Nigrae Silvae, Band 1 und 2. ISBN 3-7930-0680-8 und ISBN 3-7930-0750-2
- (Johannes Reuchlin) Briefwechsel. 4 Bände. Hrsg. von der Heidelberger Akademie der Wissenschaften in Verbindung mit der Stadt Pforzheim, Frommann-Holzboog, Stuttgart-Bad Cannstatt 1999 ff., ISBN 978-3-7728-1982-7